# École nationale d’ingénieurs de Tarbes
Die École nationale d’ingénieurs de Tarbes (ENIT) ist eine französische Ingenieurhochschule, die 1963 gegründet wurde.
Die Hochschule bildet Ingenieure mit einem multidisziplinären Profil aus, die in allen Bereichen der Industrie und des Dienstleistungssektors arbeiten. Jeder Jahrgang besteht aus ca. 250 Studierenden für ein allgemeinbildendes Ingenieurstudium.
Die ENI Tarbes ist eine staatlich anerkannte öffentliche Hochschule in Tarbes. Die Schule ist Mitglied der Conférence des grandes écoles (CGE).